# Atopomyrmex
Atopomyrmex André, 1889 è un genere di formiche della sottofamiglia Myrmicinae.

## Distribuzione
Il genere è presente in Africa.

## Tassonomia
Il genere è composto da 3 specie:
- Atopomyrmex calpocalycola Snelling, 1992
- Atopomyrmex cryptoceroides Emery, 1892
- Atopomyrmex mocquerysi André, 1889